# Ядутинська сільська рада
Яду́тинська сільська́ ра́да — адміністративно-територіальна одиниця та орган місцевого самоврядування в Борзнянському районі Чернігівської області. Адміністративний центр — село Ядути.

## Загальні відомості
- Територія ради: 99,7 км²
- Населення ради: 1 766 осіб (станом на 2001 рік)

Ядутинська сільська рада зареєстрована 1918 року. Стала однією з 26-ти сільських рад Борзнянського району і одна з 16-ти, яка складається більше, ніж з одного населеного пункту.

## Населені пункти
Сільській раді підпорядковані населені пункти:
- с. Ядути (1148 осіб)
- с. Гришівка (31 особа)
- с. Жданів (46 осіб)
- с. Красностав (373 особи)
- с. Острів Надії (71 особа)
- с. Сапонівка (17 осіб)
- с. Юрківщина (80 осіб)

## Освіта
На території сільради діє Ядутинська ЗОШ І-ІІІ ст.

## Склад ради
Рада складається з 16 депутатів та голови.
- Голова ради: Андрущенко Анатолій Володимирович
- Секретар ради: Шевченко Наталія Петрівна

### Керівний склад попередніх скликань
| Прізвище, ім'я, по батькові       | Основні відомості                                                               | Дата обрання | Дата звільнення |
| --------------------------------- | ------------------------------------------------------------------------------- | ------------ | --------------- |
| Андрущенко Анатолій Володимирович | Сільський голова, 1960 року народження, безпартійний                            | 26.03.2006   | 31.10.2010      |
| Андрущенко Анатолій Володимирович | Сільський голова, 1978 року народження, освіта середня спеціальна, безпартійний | 31.10.2010   |                 |

Примітка: таблиця складена за даними сайту Верховної Ради України

### Депутати
За результатами місцевих виборів 2010 року депутатами ради стали:

#### За суб'єктами висування
| Суб'єкт висування                                       | Кількість обраних депутатів | %    |
| ------------------------------------------------------- | --------------------------- | ---- |
| Партія регіонів                                         | 6                           | 37,5 |
| Політична партія Всеукраїнське об'єднання «Батьківщина» | 4                           | 25   |
| Народна партія                                          | 3                           | 18,8 |
| Політична партія «Сильна Україна»                       | 2                           | 12,5 |
| Українська Народна Партія                               | 1                           | 6,3  |

#### За округами
| № округу                                                | Прізвище, ім'я, по батькові      | Дата визнання обраним | Освіта  | Партійна приналежність                        | Відомості про обраного депутата                                             |
| ------------------------------------------------------- | -------------------------------- | --------------------- | ------- | --------------------------------------------- | --------------------------------------------------------------------------- |
| Народна Партія                                          |                                  |                       |         |                                               |                                                                             |
| 8                                                       | Дмитренко Світлана Іванівна      | 01.11.2010            | вища    | позапартійна                                  | Ядутинська сільська рада, касир                                             |
| 9                                                       | Пашкуда Анатолій Ілліч           | 01.11.2010            | середня | позапартійний                                 | тимчасово не працює                                                         |
| 12                                                      | Шевченко Наталія Петрівна        | 01.11.2010            | вища    | позапартійна                                  | Ядутинська сільська рада, секретар                                          |
| Партія регіонів                                         |                                  |                       |         |                                               |                                                                             |
| 6                                                       | Міщенко Іван Семенович           | 01.11.2010            | вища    | позапартійний                                 | Ядутинське відділення ТОВ «Агрікор-Холдинг», столяр                         |
| 11                                                      | Сокол Олександр Васильович       | 01.11.2010            | вища    | позапартійний                                 | Ядутинське відділення Борзнянського району електричних мереж, електромонтер |
| 13                                                      | Шевченко Іван Петрович           | 01.11.2010            | середня | позапартійний                                 | ТОВ «Агрікор-Холдинг», завідувач ферми                                      |
| 14                                                      | Шаповал Володимир Іванович       | 01.11.2010            | середня | позапартійний                                 | Куликівський молокозавод, приймальник молока                                |
| 15                                                      | Литовченко Василь Миколайович    | 01.11.2010            | вища    | позапартійний                                 | Сільськогосподарське ТОВ «Красноставське», директор                         |
| 16                                                      | Гаман Олександр Миколайович      | 01.11.2010            | вища    | член Партії регіонів                          | державне підприємство Борзнянський лісгосп, майстер лісу                    |
| Політична партія Всеукраїнське об'єднання «Батьківщина» |                                  |                       |         |                                               |                                                                             |
| 1                                                       | Андрущенко Тамара Іванівна       | 01.11.2010            | вища    | член Всеукраїнського об'єднання «Батьківщина» | Ядутинський будинок народної творчості, директор                            |
| 2                                                       | Шостак Ірина Володимирівна       | 01.11.2010            | вища    | позапартійна                                  | Ядутинська загальноосвітня школа, вчитель                                   |
| 4                                                       | Коршак Надія Дмитрівна           | 01.11.2010            | середня | позапартійна                                  | Ядутинська сільська рада, землевпорядник                                    |
| 5                                                       | Богдан Оксана Іванівна           | 01.11.2010            | вища    | член Всеукраїнського об'єднання «Батьківщина» | Ядутинська сільська дільнича амбулаторія, фельдшер                          |
| Політична партія «Сильна Україна»                       |                                  |                       |         |                                               |                                                                             |
| 3                                                       | Заїка Світлана Миколаївна        | 01.11.2010            | вища    | позапартійна                                  | Ядутинська сільська бібліотека, бібліотекар                                 |
| 7                                                       | Набок Валентина Василівна        | 01.11.2010            | вища    | позапартійна                                  | СТОВ Ядутинське, бухгалтер                                                  |
| Українська Народна Партія                               |                                  |                       |         |                                               |                                                                             |
| 10                                                      | Дмитренко Світлана Олександрівна | 01.11.2010            | вища    | член Української Народної Партії              | Ядутинська сільська дільнича амбулаторія, сімейний лікар                    |